# Hypnum pseudosplendens
Hypnum pseudosplendens är en bladmossart som beskrevs av Georg Ernst Ludwig Hampe 1867. Hypnum pseudosplendens ingår i släktet flätmossor, och familjen Hypnaceae. Inga underarter finns listade i Catalogue of Life.